# Morgan Luttrell
Morgan Joe Luttrell, né le 7 novembre 1975 à Houston, est un homme politique américain. Membre du Parti républicain, il représente le huitième district congressionnel du Texas à la Chambre des représentants des États-Unis depuis 2023.

## Biographie
Avant son élection au congrès en 2022, Luttrell est membre des Navy SEAL.

## Vie personnelle
Morgan Luttrell est le frère jumeau de Marcus Luttrell.